# دونالد لانغ
دونالد لانغ (بالإنجليزية: Donald Lang)‏ هو مجرم أمريكي، ولد في 1945.